# Атакор
Атакор — вулкан в Алжире, вилайят Таманрассет.
Атакор — вулканическое поле. Наивысшая точка — гора Тахат, высотой 2918 метров. Находится в пустыне Сахара.
Вулканическое поле Атакор занимает обширную территорию на юге Алжира 2150 км². Объём изверженной лавы составляет 250 км³. Преимущественно состоит из базальтов и базанитов, которыми сложены шлаковые конусы и застывшие лавовые потоки, лавовые купола. Первые вулканы появились на этой территории 35 миллионов лет тому назад. Завершающий этап вулканической деятельности в этом районе начался в эпоху Гелазского плейстоцена, около двух миллионов лет тому назад и продолжался до современного периода, закончившись около 10 тысяч лет назад, а возможно и раньше.
В отложениях изверженных пород археологи находили следы керамики и человеческой деятельности. В легендах туарегов развит местный фольклор, в котором отведено место и вулканам в данной местности. Фумарольная активность и частая несильная сейсмичность зафиксирована в историческое время.